# Rewaz Czelidze
Rewaz Czelidze (gruz. რევაზ ჭელიძე; ur. 30 września 1984) – gruziński zapaśnik walczący w stylu klasycznym. Zajął dwunaste miejsce na mistrzostwach świata w 2006 i na mistrzostwach Europy w tym samym roku. Szósty w Pucharze Świata w 2007 i siódmy w 2008. Drugi na MŚ juniorów w 2003 i trzeci na ME juniorów w 2002 roku.